# W&W

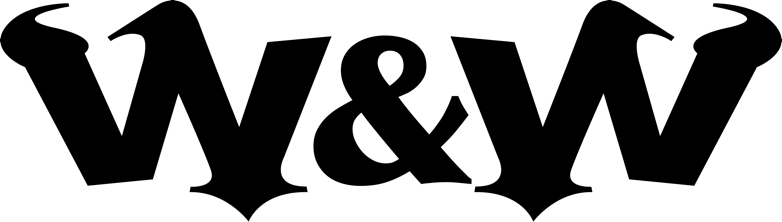
Logo oficial y actual como W&W

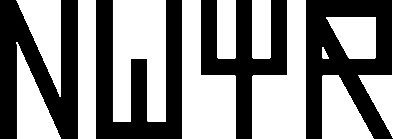
Logo oficial y actual como NWYR

W&W es un dúo neerlandés de música electrónica creado en 2007 por Willem van Hanegem Jr (n. 25 de junio de 1987) y Ward van der Harst (n.26 de diciembre de 1988), orientados al Big Room House y a la escena trance en los inicios del dúo hasta el año 2014 y posteriormente con su nuevo alias NWYR (NeW YeaR) creado a principios del año 2017 dónde combinan elementos del Big Room con las del viejo y actual Trance.
Willem es hijo del futbolista neerlandés, también llamado Willem van Hanegem. Su primer éxito fue "Mustang", tuvo el respaldo en sets por DJs como Armin van Buuren, Tiësto y Markus Schulz. Actualmente ocupan el puesto nº16 en la encuesta realizada por la revista DJmag en 2023. Conocidos por sus actuaciones en grandes festivales como Trance Energy, A State Of Trance, Tomorrowland, Creamfields, Ultra Music Festival, Electric Daisy Carnival, y por su éxito Sencillo Mustang.

## Biografía

### Introducción
Ambos comenzaron a construir un interés por la música a una temprana edad, Willem abandono la escuela para dedicarse a la música y Ward trabajaba en un montacargas y era obrero. Después de sus lanzamientos como productores solistas, los dos DJs se reunieron por primera vez en el Trance Energy Festival 2003. Poco tiempo después de construir una amistad, comenzaron a trabajar en canciones como W&W. Con la pista "Mustang", el dúo consiguió un éxito sorprendente. En poco tiempo la pista alcanzó gran popularidad en varios foros y plataformas musicales.
En poco tiempo W&W se convirtió en una de las más estables expresiones en la escena de la Música Electrónica. Con ellos empezó a generarse un nuevo sonido Trance a nivel mundial, comenzado a sonar en los clubes underground, estadios y celebraciones. Agrupados bajo el nombre de W&W se ha visto el progreso de las carreras de Ward van der Harst y Willem van Hanegem, principalmente en el año 2009.

### Producciones de W&W
Con pistas como Dragon'Ensure’, ‘Show my Shuffle’, ‘Origin’ y ‘Stab My Speaker’, Willem y Ward iniciaron el comienzo de su carrera como productores. El Trance Energy ofreció rápidamente su debut en la producción de W&W, gracias a su éxito 'Mustang'. 'Dome' y 'Arena' (que aparece en el Armin Only DVD) seguido de su gran suceso supieron encontrar el respaldo en grandes referentes del trance como Tiësto, Ferry Corsten, Markus Schulz, Sander van Doorn y Judge Jules. Fue destacado por Armin van Buuren como "el mejor dúo de productores a seguir en la escena trance" y les dio una gran oportunidad en sus producciones, concediéndoles un lugar a través de su propio sello Armada Music y en el subsello Captivating Sounds. W&W sigue en la senda positiva esta vez con la pista "Mainstage", el remix de Sean Tyas para su sencillo "D.N.A." y su colaboración con Ummet Ozcan para el sencillo "Synergy". Han remezclado a artistas de la talla de Armin van Buuren para el sencillo "Rain", "Remedy" (para Little Boots) Sander van Doorn, Leon Bolier, Sied Van Riel, entre otros.
A casi un año del día en que Willem y Ward estrecharon sus manos, se juntan con Sander van Doorn girando por el Trance Energy. Galvanizado por su respuesta en los sets (y la definición de su sonido como "trance con un toque técnico"), ellos mismos tomaron rápidamente su rotación en el sonido. Esa ruta ha llevado a los grandes clubs más reconocidos. Los que han llegado a incluirlos en el Festival Sunrise de Polonia, y ser invitados al concierto 400 de A State of Trance de Armin van Buuren y tocar junto a Tiësto en su concierto en el estadio de Kiev. Solo un año más por el camino de sus primeras actuaciones juntos, el dúo ya había demostrado su mejor esfuerzo en dos de los mayores eventos en el calendario de la música dance, Trance Energy 2010 y ASOT450.

### Mainstage Podcast, su segundo nombre Mainstage Radio y ahora Rave Culture Radio
Una de las alternativas para los oyentes de la música trance que fue evolucionando hasta llegar a tener un sonido más fuerte como lo es el Big Room, Mainstage Podcast es su programa radial que exporta una gran cantidad de sonidos diferentes en todo el mundo sobre una base mensual. Es emitida por la renombrada señal Afterhours FM (uno de los cinco más populares del mundo basada en música trance), en enero de 2010 fue renovado y relanzado con una serie de nuevos elementos (incluyendo competiciones regulares, reportajes y entrevistas). Mainstage es conducido por W&W y se emite por Afterhours.FM en el segundo y tercer viernes de cada mes entre las 18.00 y las 19.00 horas CET, teniendo 394 del Mainstage Podcast.
En 26 de enero de 2018 el Mainstage Podcast pasó a ser Mainstage Radio siendo emitida igualmente en Slam FM  conducido por los mismos Willem y Ward, dónde ahora incluyen secciones como Future Anthem, NWYR Selects y World Premiere debido a como dijeron en una entrevista que cambiaron el nombre porque las canciones que seleccionaban en el podcast eran de las que les gustaban pero ahora son muy pocas las que escuchan y les gustan. Tuvieron un total de 019 emisiones y así cierra el breve periodo del nombre Mainstage Radio.
El 5 de octubre del 2018 cambian de nuevo el nombre de su programa por Rave Culture, esto es a causa del cambio de nombre del sello. La cuenta se iniciará de nuevo en 001 y serán todos los viernes de cada mes, siendo salteado cada semana entre los mismos W&W y Maurice West; el 26 de octubre Rave Culture Radio entró en vigor, hasta ahora llevan 070 emisiones en total, pero 54 son de W&W y 12 de Maurice West, 2 de Jaxx & Vega, 1 de SaberZ y 1 de Sandro Silva.

### Rave Culture ADE 2019
A mediados de año W&W confirmó que contarían con fiesta de octubre, el Amsterdam Dance Event o bien ADE. El ADE de Rave Culture fue el 17 de octubre, contó con artistas como Ruben De Ronde, Will Sparks, un B2B entre Jaxx & Vega y SaberZ, Da Tweekaz, Andrew Rayel, David Gravell e invitados especiales como Armin van Buuren, Steve Aoki, Avao y Timmy Trumpet.

### Rave Culture Stage
El pasado 20 de enero de 2020, la página oficial de Tomorrowland, mostró todos los stages que estarán en las dos semanas del Tomorrowland Belgium 2020 y en la primera semana figura un stage compartido entre NERVO Nation y Rave Culture. El día que les tocó es el 17 de julio del presente año y hasta momento se sabe que los anfitriones del stage son NERVO y W&W, estando a la espera de confirmación de más artistas.
El día 24 de enero de 2020, se confirmaron todos los artistas qué participarán en el Stage de W&W y NERVO, los artistas son: Alok, una presentación en vivo de Becky Hill, D-Block & S-te-Fan, Danny Avila, Excision, una presentación especial por parte de NERVO vs. W&W, Quintino, Reygel & Peri, el B2B especial por parte de Sandro Silva (DJ) y SaberZ, Scooter, W&W y Will Sparks. Y tal vez una sorpresa por parte de W&W con Mike Williams.
Debido al SARS-CoV-2 todo festival fue cancelado, por consecuente el host de W&W y NERVO no sucederá hasta el año siguiente.

### Rave Culture 2021
El sello de W&W, puso fin a su relación con Armada Music, tal y como hicieron MaRLo con Reaching Altitude, Orjan Nilsen con In My Opinion y Andrew Rayel con InHarmomy Music. Esto se supo con el reciente lanzamiento del sencillo de Maddix - Activating, ya que las licencias ahora solo aparece Rave Culture como empresa y no Armada, también los videos de los lanzamientos de W&W en Rave Culture fueron eliminados del canal de Armada.
Esto sin duda puede favorecer a W&W y al sello de tener más libertad de firmar nuevos talentos y de que haya más shows especiales tal y como estaban planeando a finales de año.

### Big Room
Desde 2012 a causa del boom del EDM empiezan a experimentar produciendo música House, especializándose en el Progressive y el Big Room. La mayoría de estas han sido lanzadas por Revealed Recordings, el sello de Hardwell. Canciones como Rocket y Bowser (con Blasterjaxx), The Code (con Ummet Ozcan), Jumper (con Hardwell), Don't Stop The Madness ( Nuevamente con Hardwell y el rapero Fatman Scoop), han tenido una muy buena aceptación por parte del Mainstream, sus éxitos más reconocidos son Mustang, su remix de This Is What It Feels Like para Armin van Buuren con Trevor Guthrie y su Bootleg de Kernkraft 400 para Zombie Nation.
2013
Con la salida ya definitiva de la escena Trance el dúo logró tener apoyo en la escena del House al sacar temas con	Hardwell y Ummet Ozcan en sello de Revealed Recordings y obtener la posición 14 en la revista DJ Mag.
2014
El dúo obtenía cada vez más apoyo a cuando estaban en la escena Trance, ya que a principios de sacaron un sencillo llamado Bigfoot que muy pronto se volvió popular siendo su hit del año pero en abril lanzaron su tan esperada colaboración con el dúo Blasterjaxx la canción llamada Rocket siendo de los temas más tocados por ambos en sus sets pero no les fue suficiente ya que en la revista DJ Mag bajaron hasta el lugar 18. Ya para finales de año sacaron otro hit pero ahora con Hardwell y Fatman Scoop titulado Don't Stop The Madness, considerada de las mejores colaboraciones que ha tenido el dúo.
2015
En marzo sacaron un sencillo titulado Rave After Rave para ser muy popular en los festivales, en ese mismo mes el dúo se presentó en el Ultra Miami y estrenar su nuevo sencillo y nuevos ID's que se liberarían en el transcurso del año. Se presentaron en el Tomorrowland con un set diferente al del Ultra Miami y ser un set impactante para el público, escalaron de nuevo a la posición 14 de la DJ Mag y finalizaron el año con la segunda colaboración con Armin van Buuren titulado If It Ain't Dutch.
2016
Fue de los mejores años del dúo ya que mostraron en Ultra Miami y en Tomorrowland nuevas colaboraciones y sencillos, pero en enero fue lanzada la canción titulada Arcade con Dimitri Vegas & Like Mike que se convirtiria de las más famosas canciones en el Big Room House y de las más tocadas; pero eso no fue todo ya que después de 3 años de espera fue lanzada la colaboración con Hardwell y Lil Jon. En la DJ Mag alcanzaron la posición 13 y ser la más alta posición que han alcanzado hasta el momento, pero como agradecimiento lanzaron el título Caribbean Rave que fue la Intro en el Ultra Miami y la promo de la DJ Mag.
2017
En este año muchos fanes esperaban el lanzamiento de la gran mayoría de sus ID's presentados en los dos festivales más grandes pero la suerte llevó a solo dos singles como Watcha Need y Put Em' Up y este último que era conocido por la supuesta colaboración con Ummet Ozcan. No se presentaron a Ultra Miami con este nombre pero si con su segundo alias llamado NWYR; para Tomorrowland el dúo llegó al Mainstage por 4.ª vez y estrenar nuevos ID's.
En septiembre lanzaron su tan esperada colaboración con Vini Vici titulada Chakra que pronto obtuvo apoyo; para octubre en la DJ Mag bajaron al puesto 14 pero a los pocos días lanzaron su colaboración con Dimitri Vegas & Like Mike donde la popularidad la obtuvo desde Tomorrowland ya que sería una bomba para el año próximo.
2018
En marzo la colaboración con Groove Coverage "God Is A Girl" fue lanzada pero anteriormente se conocía por un remix a la canción pero fue un remake de la misma canción original; la gran novedad fue que W&W no se presentó en la edición de los 20 años del Ultra debido a que necesitaban un descanso y también debían estar al cien para su tour mundial que sería confirmado hasta julio.
Lanzaron su sencillo a la canción original Supa Dupa Fly de DJ 666 que había sido presentado en la promo de la DJ Mag del año anterior y que sería lanzada en diciembre del año pasado pero por problemas de derechos de autor no fue lanzada; fue de mucha controversia su lanzamiento ya que Beatport lanzó a la venta la canción pero Armada Music pidió que bajaran la canción pero muchos usuarios descargaron el sencillo. Fue hasta abril su lanzamiento pero ahora en descarga gratuita.
Otro de sus canciones esperadas era Long Way Down con Darren Styles y Giin que fue su cierre en Tomorrowland del año pasado fue lanzado en mayo como había sido prometido. Ya para Tomorrowland el dúo había prometido un set distinto con un montón de ID's y así fue, presentaron su nueva colaboración con Blasterjaxx, los 2 ID's con Maurice West, el ID con Armin van Buuren y Dimitri Vegas & Like Mike, junto con otra colaboración y sencillos; al causar una grande impresión durante su set fue considerado el mejor show de ese día y parte de los mejores shows del Tomorrowland de ese año.
A lo que han hecho este año ya tan pronto es considerado el mejor año de su carrera ya que cada año se superan en los shows y hacen nueva música muy diferente a lo que es escuchado.
El 1.º de octubre de ese mismo año, el dúo sorprendió sus redes sociales, con el cambio de nombre de su sello Mainstage Music a Rave Culture. El 8 de octubre saldría el primer sencillo el del nuevo nombre de su sello titulado "Rave" Culture" (igual que el nuevo nombre de su sello). En ese mismo mes W&W obtuvo el lugar #14 en la DJ Mag, manteniéndose en el mismo lugar al anterior año.
Como ya se sabía una semana antes cuál sería el próximo track que lanzarían W&W en su sello, el 26 de noviembre se confirma que W&W y Armin van Buuren lanzarían su 4.ª colaboración en el sello de Rave Culture el track titulado Ready To Rave" que estará disponible el 3 de diciembre. Este track es muy tocada por ambos y primeramente se conoció como un nuevo ID del alias NWYR y el nombre rápido se supo sin la confirmación por parte de AvB y W&W.
Esta última colaboración es la última canción del año 2018 del alias W&W, así dejando para el 2019 las colaboraciones con Kizuna Ai, Blasterjaxx, Steve Aoki, Maurice West, Nicky Romero, Dimitri Vegas & Like Mike y la colaboración en conjunto con Armin van Buuren y Dimitri Vegas & Like Mike, y algunos sencillos que no han presentado pero que ya están terminados. Pero el 20 de diciembre se confirmó el lanzamiento del remix de W&W a la canción de Steve Aoki ft. BTS - Waste It On Me, sería lanzado el viernes 21 de diciembre.
2019
A finales del 2018 sin confirmación de Armin van Buuren, Dimitri Vegas & Like Mike y W&W, se filtró la portada de la colaboración de estos 3, el nombre es Repeat After Me y se lanzaría el 18 de enero. Pero a principios de año se confirmó el adelanto de la colaboración para el 11 de enero.
Después del lanzamiento de The Melody, se confirmó el nombre de la colaboración con Kizuna Ai, su nombre sería The Light y sería el soundtrack de un juego de Japón. Su lanzamiento sería el 1.º de marzo del presente año en el sello de Rave Culture. Previamente a la confirmación de lanzamiento de The Light, en un Q&A por medio de Instagram, nombraron que su colaboración con Blasterjaxx y Maurice West serían lanzadas antes de verano.
El 11 de marzo se confirmó que para el 15 de marzo saldría la mercancía oficial W&W y NWYR junto con la de Rave Culture. Previamente en 2018 en Tomorrowland Smash The House Stage fue tocada la gran esperada colaboración con Maurice West que desde hace tiempo los fanes querían que W&W y el talento que ellos apoyan demasiado se unieran para una canción. En fin el 19 de marzo, W&W confirmó que Matrix el nombre de la colaboración con Maurice West saldría el 25 de marzo por Rave Culture teniendo el apoyo de diferentes productores en sus live sets.
Un día después del lanzamiento de Matrix, Blasterjaxx en SLAM Mix Marathon confirmó el nombre de su colaboración con W&W, su nombre es Let The Music Take Control y será parte del álbum de Blasterjaxx que se llama Perspective y que será lanzado próximamente en Rave Culture. Nicky Romero tocó por primera su colaboración con W&W en Slam Mix Marathon, dicha colaboración tendría una antigüedad desde 2016, su nombre rápidamente se supo y era Ups & Downs. Nicky Romero la tocó por primera vez en un festival grande y fue en Ultra Music Festival y a las 2 semanas de que fuera el UMF, se rumoreaba que saldría pronto su colaboración porqué se filtró la portada de la canción y al siguiente día se confirmó que saldría la colaboración de W&W y Nicky Romero el 12 abril en Protocol Recordings.
Días antes del 13 de mayo (fecha de confirmación de la colaboración con Blasterjaxx), en historias de Blasterjaxx se veía que estaban grabando un video con W&W para el tema de Let The Music Take Control. Su fecha de lanzamiento oficial es el 17 de mayo en Rave Culture. Para el 26 de julio una colaboración que antes se conocía como Komodo con 3 Are Legend salía a la luz pero ahora con el nombre de Khaleesi, conservando el mismo drop pero la melodía fue modificada por los problemas con Mauro Picotto; dicha colaboración fue lanzada en Ultra Records.
En este año el dúo bajó 4 posiciones en la Revista DJ Mag con respecto a años anteriores que estaban posicionados en el #14, desafortunadamente muchos esperaban mínimo que subieran 2 puestos ya que en 1001 Tracklist subieron 1 puesto. Esperando el próximo año un cambio de posiciones para bien.
Después de varios meses sin lanzar nueva música, el lunes 4 de noviembre fue confirmado que la colaboración entre Sequenza, Timmy Trumpet, Will Sparks y W&W por fin saldría con el nombre de Tricky Tricky en el label de Rave Culture el 11 de noviembre del presente año.
2020
Filtraciones del día 18 de diciembre de 2019,citaban que la esperada entre W&W y Lucas & Steve sería nombrada oficialmente Do It For You, el día que citaron será el día 24 de enero, por medio de Rave Culture (Armada Music) y Spinnin Records. Mientras se esperaba que saliera ese día, el track se atrasó, tal cómo pasó con Supa Dupa Fly 2018 hace 2 años; una fecha de suposición es el 13 de marzo o bien el 27 de marzo.
La tan esperada colaboración entre W&W y Sandro Silva (DJ) fue confirmada unos días antes de su lanzamiento, la canción sería titulada Wizard Of The Beats sin embargo trajo consigo en las vocales a Zafrir, la fecha de lanzamiento fue el 27 de febrero.
Posterior al lanzamiento de Wizard Of The Beats, las suposiciones del lanzamiento de Do It For You eran correctas, cómo ya se mencionó anteriormente la canción tiene como nombre Do It For You con la colaboración entre W&W y Lucas & Steve; la canción fue lanzada en Spinnin Records y en Rave Culture (Armada Music) y el día 13 de marzo.
El día 2 de julio, W&W sorprendió a todos con el lanzamiento de su Festival Mix de la canción de The Weeknd - Blinding Lights por medio de su canal de YouTube. Para el 10 de julio, W&W por vía de sus redes sociales concurridas, confirmó su próximo sencillo titulado Comin To Getcha, para la sorpresa, Sophia Ayana regresaba a cantar uno de los sencillos de W&W, anteriormente había colaborado en Caribbean Rave (2016); la fecha de lanzamiento se estableció para el día viernes 17 de julio en Rave Culture.
Para finales de septiembre, W&W confirmaba su próximo lanzamiento a través de Rave Culture, su colaboración con el dúo alemán AXMO junto con la cantante Sonja, titulada Rave Love. Estaría disponible el 9 de octubre en Rave Culture.
Entre abril - julio, Roxanne Emery(RØRY), confirmó por via de sus historias de Instagram, que una de sus colaboraciones con W&W estaría disponible entre septiembre y diciembre. Dicha colaboración fue el cierre en Tomorrowland Belgium 2019 por parte de W&W, el ansiado sdncillo por fin tuvo fecha oficial de lanzamiento (18 de diciembre), bajo el nombre de Gold con las vocales de Roxanne Emery. Dicho sencillo marco el último lanzamiento de Rave Culture del año, pero también el último lanzamiento de Rave Culture bajo las filas de Armada Music.
2021
Para la sorpresa de muchos, el día 12 de enero, W&W confirmó el lanzamiento oficial de su remix a la canción de O-Zone - Dragostea Din Tei, cuya fecha de lanzamiento es para el día viernes 22 de enero.

### Los Dragones del Trance: NWYR
2017
Muchos seguidores se preguntaban por qué W&W no se presentaría en el UMF Miami y es que el dúo no aparecía entre los cabeceras de cartel del festival. Al mismo tiempo aparecía un nuevo proyecto que sí se presentaría (en el "ASOT Stage"), su nombre era NWYR, su página era completamente nueva y se desconocía completamente quien o quienes eran. Rumores decían que este iba a ser el nuevo proyecto de W&W y poco tiempo después fue confirmado porque W&W subió un remix del proyecto desconocido y era Ed Sheeran - Castle On The Hill (NWYR Remix), que fue lanzada el 13 de marzo y a la semana el dúo con un vídeo en sus redes sociales en el cual mostraba un adelanto con la fecha: 26 de marzo (día de su presentación).
El 12 de junio del 2017 saldría el sencillo más esperado de NWYR, que se nombró finalmente Voltage.
NWYR no solo se presentará en el "ASOT Stage" de Ultra Miami sino que también harán presencia en uno de los festivales más famosos del mundo "Tomorrowland" en Bélgica, además han anunciado que toda su música bajo este seudónimo será gratis y que las irán liberando poco a poco durante todo el año.
Para cerrar su primer año con el nuevo alias, el 20 de noviembre lanzaron el segundo sencillo más esperado que tocaron en Ultra Miami 17 y se nombró Dragon.
El sonido de NWYR se caracteriza por ser en su totalidad, una síntesis entre varios estilos de Trance con elementos propios del Big Room House llevados de la mano de un excelente nivel de producción que hace que cada una de las canciones suene ligeramente distinta. Algunos rumores dicen que gracias a NWYR, el Trance va a volver a colocarse como uno de los estilos que van a dominar el año 2017 y el año 2018.
2018
El 16 de marzo, sería lanzado el tercer sencillo llamado Ends Of Time, dicho sencillo sería el primero que lleva una vocal con el nuevo alias. Para el mes de junio-julio, Ward y Willem han confirmado que para el mes de agosto nos traerán nuevos singles ya que están produciendo su primer EP de su carrera y saldrá en agosto, el EP tendría 2 tracks y son Time Spiral (conocida como Clock) y Wormhole (conocida como Time To Chase). Otra gran novedad fue que también confirmaron su tour mundial para la segunda mitad del 2018 y la primera mitad del 2019.
2019
Ya para enero de 2019, Andrew Rayel confirmó el nombre de su colaboración con NWYR por medio del tracklist de una presentación que subió a YT, se nombró The Melody. Finales de enero se confirmó la fecha de salida de su colaboración con NWYR, el lanzamiento sería el 4 de febrero en Armind (subsello de Armada).
Dos meses después del lanzamiento de The Melody con Andrew Rayel, Ward y Willem confirmaron que viene muy pronto un nuevo sencillo de NWYR, dicho sencillo es titulado Artificial Intelligence. Este sencillo fue tocado por primera vez en Creamfields Shanghái 2018 (diciembre del 2018), en edc México 2019 y dando apoyo Armin van Buuren al track en UMF Miami (Mainstage); el sencillo tiene su fecha de lanzamiento el 29 de abril.
Previamente a inicios de año Ward y Willem prometieron más shows por parte del alias NWYR, y así fue, se presentaron en Creamfields Chengdu 2019, ASOT 900 "Lifting You Higher Tour" Oakland (California), Electric Love Festival Austria 2019, ASOT 900 "Lifting You Higher Tour" Tomorrowland Belgium 2019, en EDC Korea 2019 y su tour de cada año en China.
Para finalizar el año con el alias, como ya se suponía después de tantos meses sin sacar un sencillo como NWYR, el tan esperado sencillo titulado Mind Control, saldría el 2 de diciembre de 2019. Así esperando el próximo año sencillos sin confirmar su nombre como Apache, Heart Eyes, Next Level, la nueva intro y entre otros más.
2020
El día 14 de abril, se confirmó el lanzamiento de un viejo ID del 2018 tocado por primera vez en el A State Of Trance 850 Utrecht, dicho nombre se confirmó como Heart Eyes; el nombre fue puesto por los fans y Ward y Willem confirmaron el nombre al sencillo. El sencillo saldría el día 20 de abril.
El 6 de agosto salió oficialmente su tan esperado track llamado Gamer que fue tocado por primera vez en el 2019 en el A State Of Trance 900 Oakland, el track paso por varios nombres entre los fans como Next Level o Level Up debido a los sonidos de videojuego que el track contiene.
El 13 de noviembre sale un inesperado track llamado Drakaina fue tocado en Tomorrowland 2017 (ASOT Stage) y tocado en su promocional de DJ MAG 2017, anteriormente fue llamado por los fans como Horizon y cabe destacar que muchos pensaban que estaba muerto.
2021
El día 12 de febrero, el duo lanzaría su canción titulada Shenron.
El 4 de junio estrenan InterGalactic junto a FLRNTN (Graham Bell) y Darius & Finlay, tocada por primera vez en el set Rave Culture Live 001.
El 27 de Agosto el dúo libera Year of the Dragon que empezó siendo promocional del tour que hicieron en 2018 para sus shows.
2022
Después de 4 años de espera, el dúo libera su tan esperado track Apache que finalmente fue llamado The Lone Ranger el cual fue previamente tocado por Armin van Buuren en su set de ASOT en Ultra 2019 y varios shows más.

## Discografía

### EP
| Título         | Detalles del EP |
| -------------- | --- |
| Time Spiral EP | - Lanzamiento: 27/08/2018 - Sello: NWYR Music (Mainstage Music) - Formato: Descarga Digital - Canciones: Time Spiral y Wormhole |

### Álbum de estudio
| Título | Detalles del Álbum |
| ------ | --- |
| Impact | - Lanzamiento: 23/09/2011 - Sello: Armada Music - Formato: CD - Género: Trance, Progressive Trance, Tech Trance - Productores: Willem Van Henegem Jr, Ward Van Der Harst, Wezz Devall, Mark Sixma. - Duración: 158:20 |

Disco 1: Sencillos
| Año                   | Canción          | Colaboración | Sello discográfico | Lanzamiento |
| --------------------- | ---------------- | ------------ | ------------------ | ----------- |
| 2011                  |                  |              |                    |             |
| AK - 47               |                  | Armada Music | 23/09/2011         |             |
| Based On A True Story |                  | Armada Music | 23/09/2011         |             |
| Beta                  |                  | Armada Music | 23/09/2011         |             |
| Code Red              |                  | Armada Music | 23/09/2011         |             |
| Cookie Jar            |                  | Armada Music | 23/09/2011         |             |
| Do Not Skip           |                  | Armada Music | 23/09/2011         |             |
| Impact                |                  | Armada Music | 23/09/2011         |             |
| Nowhere To Go         | feat. Bree       | Armada Music | 23/09/2011         |             |
| Phantom               | con Wezz Devall  | Armada Music | 23/09/2011         |             |
| State Of Emergency    | feat. Emily      | Armada Music | 23/09/2011         |             |
| Search Of Tomorrow    |                  | Armada Music | 23/09/2011         |             |
| Treasure Chest        | con Leon Bolier  | Armada Music | 23/09/2011         |             |
| Three O' Clock        | feat. Ana Criado | Armada Music | 23/09/2011         |             |
| Twist                 | con Mark Sixma   | Armada Music | 23/09/2011         |             |
| Velicity              | con Ummet Ozcan  | Armada Music | 23/09/2011         |             |

Disco 2: The Remixes
| Año                                              | Canción      | Colaboración | Sello discográfico | Lanzamiento |
| ------------------------------------------------ | ------------ | ------------ | ------------------ | ----------- |
| 2011                                             |              |              |                    |             |
| Alligator F*ckhouse (Andrew Rayel Stadium Remix) |              | Armada Music | 23/09/2011         |             |
| Alpha (Tenishia Remix)                           |              | Armada Music | 23/09/2011         |             |
| Arena (Ben Gold Remix)                           |              | Armada Music | 23/09/2011         |             |
| Countach (Antony Waldhorn Remix)                 |              | Armada Music | 23/09/2011         |             |
| D.N.A (Mark Sixma Remix)                         |              | Armada Music | 23/09/2011         |             |
| Dome (Taylor & Close Remix)                      |              | Armada Music | 23/09/2011         |             |
| Impact (MaRLo Remix)                             |              | Armada Music | 23/09/2011         |             |
| Mainstage (Marc Simz Remix)                      |              | Armada Music | 23/09/2011         |             |
| Mainstage (Radio Mix)                            |              | Armada Music | 23/09/2011         |             |
| Manhattan (Craving Remix)                        |              | Armada Music | 23/09/2011         |             |
| Mustang (Wezz Devall Remix)                      |              | Armada Music | 23/09/2011         |             |
| Nexgen (Erick Strong Remix)                      | con Ben Gold | Armada Music | 23/09/2011         |             |
| System Overload (Aaron Camz Remix)               |              | Armada Music | 23/09/2011         |             |

### Sencillos

#### Como W&W
| Año                                       | Canción                                            | Colaboración                                       | Sello discográfico               | Lanzamiento |
| ----------------------------------------- | -------------------------------------------------- | -------------------------------------------------- | -------------------------------- | ----------- |
| 2008                                      |                                                    |                                                    |                                  |             |
| Eruption                                  |                                                    | Armada Captivating                                 | 17/03/2008                       |             |
| Countach                                  |                                                    | Armada Captivating                                 | 17/03/2008                       |             |
| Intercity                                 |                                                    | Armada Captivating                                 | 19/05/2008                       |             |
| Mustang                                   |                                                    | Armada Captivating                                 | 07/07/2008                       |             |
| Dome                                      |                                                    | Armada Captivating                                 | 13/10/2008                       |             |
| Arena                                     |                                                    | Armada Captivating                                 | 08/12/2008                       |             |
| Chronicles                                |                                                    | Armada Captivating                                 | 08/12/2008                       |             |
| Plasma (Exclusive on Trance Yearmix 2008) |                                                    | Armada Captivating                                 | 25/12/2008                       |             |
| 2009                                      | The Plan                                           |                                                    | Armada Captivating               | 23/02/2009  |
| 2009                                      | Synergy                                            | con Ummet Ozcan                                    | Reset Records / Spinnin' Records | 24/06/2009  |
| 2009                                      | Mainstage                                          |                                                    | Armada Captivating               | 03/08/2009  |
| 2009                                      | System Overload                                    |                                                    | Armada Captivating               | 03/08/2009  |
| 2010                                      | Bullzeye                                           |                                                    | Armada Captivating               | 15/01/2010  |
| 2010                                      | D.N.A                                              |                                                    | Armada Captivating               | 25/01/2010  |
| 2010                                      | Alligator Fuckhouse                                | vs. Jonas Stenberg                                 | Armada Captivating               | 25/01/2010  |
| 2010                                      | Manhattan                                          |                                                    | Armada Captivating               | 14/06/2010  |
| 2010                                      | Alpha                                              |                                                    | Armada Captivating               | 23/08/2010  |
| 2010                                      | Colloseum                                          |                                                    | Armada Captivating               | 25/09/2010  |
| 2010                                      | Saturn                                             | vs. Leon Bolier                                    | Streamlined / Spinnin' Records   | 05/10/2010  |
| 2010                                      | Break The Rules                                    | vs. Ben Gold                                       | Armada Captivating               | 15/11/2010  |
| 2010                                      | Nexgen                                             | vs. Ben Gold                                       | Armada Captivating               | 15/11/2010  |
| 2011                                      | Impact (Impact - Album)                            |                                                    | Armada Captivating               | 07/02/2011  |
| 2011                                      | AK-47 (Impact - Album)                             |                                                    | Armada Captivating               | 25/04/2011  |
| 2011                                      | Phantom (Impact - Album)                           | vs. Wezz Devall                                    | Armada Captivating               | 25/04/2011  |
| 2011                                      | Based On A True Story (Impact - Album)             |                                                    | Armada Music                     | 23/09/2011  |
| 2011                                      | Beta (Impact - Album)                              |                                                    | Armada Music                     | 23/09/2011  |
| 2011                                      | Code Red (Impact - Album)                          |                                                    | Armada Music                     | 23/09/2011  |
| 2011                                      | Cookie Jar (Impact - Album)                        |                                                    | Armada Music                     | 23/09/2011  |
| 2011                                      | Do Not Skip (Impact - Album)                       |                                                    | Armada Music                     | 23/09/2011  |
| 2011                                      | State Of Emergency (Impact - Album)                | feat. Emily                                        | Armada Music                     | 23/09/2011  |
| 2011                                      | Search Of Tomorrow (Impact - Album)                |                                                    | Armada Music                     | 23/09/2011  |
| 2011                                      | Treasure Chest (Impact - Album)                    | con Leon Bolier                                    | Armada Music                     | 23/09/2011  |
| 2011                                      | Three O' Clock (Impact - Album)                    | feat. Ana Criado                                   | Armada Music                     | 23/09/2011  |
| 2011                                      | Twist (Impact - Album)                             | con Mark Sixma                                     | Armada Music                     | 23/09/2011  |
| 2011                                      | Velicity (Impact - Album)                          | con Ummet Ozcan                                    | Armada Music                     | 23/09/2011  |
| 2011                                      | Nowhere To Go (Impact - Album)                     | feat. Bree                                         | S107 Recordings                  | 06/12/2011  |
| 2012                                      | Invasion (ASOT 550 Anthem)                         |                                                    | A State Of Trance                | 27/02/2012  |
| 2012                                      | Shotgun                                            |                                                    | Mainstage Music                  | 09/04/2012  |
| 2012                                      | Summer                                             | con Jochen Miller                                  | Mainstage Music                  | 18/06/2012  |
| 2012                                      | Trigger                                            | con Marcel Woods                                   | Revealed Recordings              | 02/07/2012  |
| 2012                                      | Moscow                                             |                                                    | Mainstage Music                  | 23/07/2012  |
| 2012                                      | White Label                                        |                                                    | Mainstage Music                  | 14/09/2012  |
| 2012                                      | Lift Off!                                          |                                                    | Mainstage Music                  | 03/12/2012  |
| 2013                                      | The Code                                           | con Ummet Ozcan                                    | Revealed Recordings              | 04/02/2013  |
| 2013                                      | D# Fat                                             | con Armin van Buuren                               | Armind / Armada Music            | 25/02/2013  |
| 2013                                      | Thunder                                            |                                                    | Mainstage Music                  | 20/05/2013  |
| 2013                                      | Jumper                                             | con Hardwell                                       | Revealed Recordings              | 05/08/2013  |
| 2014                                      | Bigfoot                                            |                                                    | Mainstage Music                  | 10/02/2014  |
| 2014                                      | Ghost Town                                         |                                                    | Mainstage Music (FREE DOWNLOAD)  | 04/03/2014  |
| 2014                                      | Rocket                                             | con Blasterjaxx                                    | Revealed Recordings              | 21/04/2014  |
| 2014                                      | Waves (Tomorrowland 2014 Anthem)                   | vs. Dimitri Vegas & Like Mike                      | Smash The House                  | 25/07/2014  |
| 2014                                      | The Dance Floor Is Yours                           | con Hardwell                                       | FREE DOWNLOAD                    | 02/09/2014  |
| 2014                                      | Shocker                                            | con Headhunterz                                    | Mainstage Music                  | 08/09/2014  |
| 2014                                      | We Control The Sound                               | con Headhunterz                                    | Ultra Music / Mainstage Music    | 24/10/2014  |
| 2014                                      | Don't Stop The Madness                             | con Hardwell feat. Fatman Scoop                    | Revealed Recordings              | 22/12/2014  |
| 2015                                      | Rave After Rave                                    |                                                    | Mainstage Music                  | 18/03/2015  |
| 2015                                      | Bowser                                             | con Blasterjaxx                                    | Revealed Recordings              | 01/06/2015  |
| 2015                                      | The One                                            |                                                    | Mainstage Music                  | 29/06/2015  |
| 2015                                      | Spack Jarrow                                       | con MOTi                                           | Musical Freedom                  | 24/08/2015  |
| 2015                                      | If It Ain't Dutch                                  | con Armin van Buuren                               | Mainstage Music                  | 21/12/2015  |
| 2016                                      | Arcade                                             | vs. Dimitri Vegas & Like Mike                      | Smash The House                  | 29/02/2016  |
| 2016                                      | How Many                                           | con Sophia Ayana                                   | Mainstage Music                  | 28/03/2016  |
| 2016                                      | Live The Night                                     | con Hardwell feat. Lil Jon                         | Mainstage Music                  | 11/07/2016  |
| 2016                                      | Caribbean Rave                                     | con Sophia Ayana                                   | Mainstage Music                  | 09/11/2016  |
| 2016                                      | Get Down                                           | con Hardwell                                       | Revealed Recordings              | 18/11/2016  |
| 2017                                      | Whatcha Need                                       |                                                    | Mainstage Music                  | 27/01/2017  |
| 2017                                      | Put EM Up                                          |                                                    | Mainstage Music / Kontor Records | 10/04/2017  |
| 2017                                      | Chakra                                             | con Vini Vici                                      | Mainstage Music                  | 18/09/2017  |
| 2017                                      | Crowd Control                                      | vs. Dimitri Vegas & Like Mike                      | Smash The House                  | 20/10/2017  |
| 2018                                      | God Is A Girl                                      | con Groove Coverage                                | Mainstage Music                  | 12/03/2018  |
| 2018                                      | Supa Dupa Fly 2018                                 |                                                    | Mainstage Music (FREE DOWNLOAD)  | 09/04/2018  |
| 2018                                      | Long Way Down                                      | con Darren Styles feat. Giin                       | Mainstage Music                  | 07/05/2018  |
| 2018                                      | Arcade Mammoth                                     | con Dimitri Vegas & Like Mike & MOGUAI             | Smash The House                  | 26/07/2018  |
| 2018                                      | Rave Culture                                       |                                                    | Rave Culture                     | 08/10/2018  |
| 2018                                      | Ready To Rave                                      | con Armin van Buuren                               | Rave Culture                     | 03/12/2018  |
| 2019                                      | Repeat After Me                                    | con Dimitri Vegas & Like Mike vs. Armin van Buuren | Armind                           | 11/01/2019  |
| 2019                                      | The Light                                          | con Kizuna Ai                                      | Rave Culture                     | 01/03/2019  |
| 2019                                      | Matrix                                             | con Maurice West                                   | Rave Culture                     | 25/03/2019  |
| 2019                                      | Ups & Downs                                        | vs. Nicky Romero                                   | Protocol Recordings              | 12/04/2019  |
| 2019                                      | Let The Music Take Control (Perspective The Album) | con Blasterjaxx                                    | Rave Culture / MAXXIMIZE Records | 17/05/2019  |
| 2019                                      | Khaleesi                                           | con 3 Are Legend                                   | Ultra Records                    | 26/07/2019  |
| 2019                                      | Tricky Tricky                                      | con Timmy Trumpet & Will Sparks ft. Sequenza       | Rave Culture                     | 11/11/2019  |
| 2020                                      | Wizard Of The Beats                                | con Sandro Silva x Zafrir                          | Rave Culture                     | 24/02/2020  |
| 2020                                      | Do It For You                                      | con Lucas & Steve                                  | Rave Culture / Spinnin Records   | 13/03/2020  |
| 2020                                      | Clap Your Hands                                    | con Dimitri Vegas & Like Mike & Fedde Le Grand     | Smash The House                  | 29/05/2020  |
| 2020                                      | Comin' To Getcha                                   |                                                    | Rave Culture                     | 17/07/2020  |
| 2020                                      | Rave Love                                          | con AXMO ft. Sonja                                 | Rave Culture                     | 23/10/2020  |
| 2020                                      | Gold                                               | ft. RØRY (alias de Roxanne Emery)                  | Rave Culture                     | 18/12/2020  |
| 2021                                      | Distant Memory                                     | con R3HAB x Timmy Trumpet                          | CYB3RPVNK                        | 12/03/2021  |
| 2021                                      | Skydance                                           | con AXMO ft. Giin                                  | Rave Culture                     | 30/04/2021  |
| 2021                                      | Greece 2021                                        | con Martin Jensen ft. Linnea Schössow              | Rave Culture                     | 09/07/2021  |
| 2021                                      | This Is Our Legacy                                 | con Sandro Silva x Justin Prime                    | Rave Culture                     | 06/08/2021  |
| 2021                                      | We're Still Young                                  | con Nicky Romero                                   | Rave Culture                     | 10/09/2021  |
| 2021                                      | Dynamite (Bigroom Nation)                          | con Blasterjaxx                                    | Rave Culture                     | 29/10/2021  |
| 2021                                      | Moonlight Shadow                                   | con Groove Coverage                                | Rave Culture                     | 26/11/2021  |
| 2022                                      | StarShine (I Don't Want This Night To End)         | con AXMO ft. Sonja                                 | Rave Culture                     | 25/02/2022  |
| 2022                                      | Sao Paulo                                          | con The Lost Shepherds ft. Sonny Wilson            | Rave Culture                     | 08/04/2022  |
| 2022                                      | Come With Me                                       | con Harris & Ford x Special D.                     | Rave Culture                     | 08/07/2022  |
| 2022                                      | Hot Summer Nights                                  | con Nicky Romero                                   | Protocol Recordings              | 09/09/2022  |
| 2022                                      | Paradise                                           | con Sub Zero Project                               | Rave Culture                     | 28/10/2022  |
| 2022                                      | Freed From Desire                                  | con Ben Nicky x KEVU                               | Rave Culture                     | 11/11/2022  |
| 2022                                      | Poison                                             | con R3HAB & Timmy Trumpet                          | Tomorrowland Music               | 25/11/2022  |
| 2022                                      | Heaven Is A Place On Earth                         | con AXMO                                           | Rave Culture                     | 16/12/2022  |
| 2023                                      | Armaggedon                                         | con Wiwek                                          | Rave Culture                     | 13/01/2023  |
| 2023                                      | Rave Superstars                                    | con AXMO ft. Haley Maze                            | Rave Culture                     | 24/02/2023  |
| 2023                                      | Fantasy (Tricky Disco)                             | con Harris & Ford x TRIIIPLE INC.                  | Rave Culture                     | 17/03/2023  |
| 2023                                      | Shake The Building                                 | con Sandro Silva ft. MC Ambush                     | Rave Culture                     | 28/04/2023  |
| 2023                                      | Gangster                                           | con VINAI                                          | Rave Culture                     | 19/05/2023  |
| 2023                                      | Ritmo De La Noche (Vamos A La Playa)               | con AXMO                                           | Rave Culture                     | 28/07/2023  |
| 2023                                      | Million Places                                     | con R3hab                                          | Rave Culture                     | 25/08/2023  |
| 2023                                      | Kriss Kross                                        | con Da Tweekaz                                     | Rave Culture                     | 06/10/2023  |
| 2023                                      | Incoming!                                          | con KEVU                                           | Rave Culture                     | 24/11/2023  |
| 2023                                      | Thank You (Not So Bad)                             | con Dimitri Vegas & Like Mike, Tiësto & Dido       | Smash The House                  | 01/12/2023  |
| 2024                                      | Why I Am Doing This?!                              | con Bassjackers                                    | Rave Culture: DYSTOPIA           | 19/01/2024  |
| 2024                                      | Jump Jump Jump                                     | con ItaloBrothers & Captain Curtis                 | Rave Culture                     | 05/04/2024  |
| 2024                                      | Rave Mozart                                        | con Vini Vici                                      | Rave Culture                     | 03/05/2024  |
| 2024                                      | If I Die Young                                     | con AXMO                                           | Rave Culture                     | 28/06/2024  |
| 2024                                      | Axel F (Take It To The Floor)                      | con VINAI, Gabry Ponte                             | Signatune                        | 26/07/2024  |
| 2024                                      | Another Day In Paradise                            | con Harris & Ford x Special D.                     | Rave Culture                     | 27/09/2024  |
| 2024                                      | Late Checkout                                      | con Armin van Buuren                               | Armada Music                     | 08/11/2024  |

#### Como NWYR
| Año  | Canción                 | Colaboración             | Sello discográfico                         | Lanzamiento |
| ---- | ----------------------- | ------------------------ | ------------------------------------------ | ----------- |
| 2017 | Voltage                 |                          | NWYR Music/FREE DOWNLOAD (Mainstage Music) | 12/06/2017  |
| 2017 | Dragon                  |                          | NWYR Music/FREE DOWNLOAD (Mainstage Music) | 20/11/2017  |
| 2018 | Ends Of Time            |                          | NWYR Music/FREE DOWNLOAD (Mainstage Music) | 16/03/2018  |
| 2018 | New Synths              |                          | The Best Of W&W 2018 Japan Edition         | 09/05/2018  |
| 2018 | Time Spiral             |                          | NWYR Music/FREE DOWNLOAD (Mainstage Music) | 20/08/2018  |
| 2018 | Wormhole                |                          | NWYR Music/FREE DOWNLOAD (Mainstage Music) | 27/08/2018  |
| 2019 | The Melody              | Andrew Rayel             | Armind                                     | 04/02/2019  |
| 2019 | Artificial Intelligence |                          | NWYR Music/FREE DOWNLOAD (Rave Culture)    | 29/04/2019  |
| 2019 | Mind Control            |                          | NWYR Music/FREE DOWNLOAD (Rave Culture)    | 02/12/2019  |
| 2020 | Heart Eyes              |                          | NWYR Music/FREE DOWNLOAD (Rave Culture)    | 20/04/2020  |
| 2020 | Gamer                   |                          | NWYR Music/FREE DOWNLOAD (Rave Culture)    | 06/08/2020  |
| 2020 | Drakaina                |                          | NWYR Music/FREE DOWNLOAD (Rave Culture)    | 13/11/2020  |
| 2021 | Shenron                 |                          | NWYR Music/FREE DOWNLOAD (Rave Culture)    | 12/02/2021  |
| 2021 | InterGalactic           | FLRNTN x Darius & Finlay | Rave Culture                               | 04/06/2021  |
| 2021 | Year Of The Dragon      |                          | NWYR Music/FREE DOWNLOAD (Rave Culture)    | 27/08/2021  |
| 2022 | The Lone Ranger         |                          | Rave Culture: DYSTOPIA                     | 28/01/2022  |
| 2022 | Zero Gravity            |                          | NWYR Music/FREE DOWNLOAD (Rave Culture)    | 18/03/2022  |
| 2022 | Cocoon                  | Wiwek                    | Rave Culture: DYSTOPIA                     | 13/05/2022  |
| 2022 | S1R1                    |                          | Rave Culture: DYSTOPIA                     | 10/06/2022  |
| 2022 | Music In The Air        | AXMO x STVW              | Rave Culture                               | 12/08/2022  |
| 2023 | Oblivion                |                          | Rave Culture                               | 03/02/2023  |
| 2023 | Spitfire                |                          | Rave Culture                               | 08/09/2023  |
| 2024 | Fight Club              |                          | Rave Culture                               | 19/04/2024  |

## Remixes
W&W
- 2023: Dimitri Vegas & Like Mike vs. Regard - Say My Name (W&W Remix) ¿?/¿?/2023
- 2023: R3hab, INNA & SASH! - Rock My Body (W&W x R3hab VIP Remix) 11/08/2023
- 2022: Jaxx & Vega feat. Maikki - Rave Time (W&W Edit) 23/09/2022
- 2021: Justin Bieber - Hold On (W&W Festival Mix) 21/07/2021
- 2021: O-Zone - Dragostea Din Tei (W&W Remix) 22/01/2021
- 2020: Da Boy Tommy feat. Da Rick - Candyman (Dimitri Vegas & Like Mike x W&W x Ummet Ozcan Remix) 30/10/2020
- 2020: Alan Walker - Faded (W&W Festival Mix) 24/08/2020
- 2020: The Weeknd - Blinding Lights (W&W Festival Mix) 02/07/2020
- 2018: Steve Aoki feat. BTS - Waste It On Me (W&W Remix) [Ultra Records] 21/12/2018
- 2017: Ed Sheeran - Shape Of You (W&W Festival Mix) (Hardwell Edit) (FREE DOWNLOAD) 29/04/2017
- 2017: PIKOTARO - PPAP (Pen Pineapple Apple Pen) (W&W Remix) (FREE DOWNLOAD) 17/03/2017
- 2016: Adele - Hello (W&W & Kenneth G Bootleg) (FREE DOWNLOAD) 22/08/2016
- 2016: Mike Posner - I Took a Pill in Ibiza (W&W Festival Mix) 17/06/2016
- 2016: The Chainsmokers ft. Daya - Don't Let Me Down (W&W Remix) 15/04/2016
- 2015: Hardwell feat. Mr. Probz - Birds Fly (W&W Festival Mix) [REVEALED RECORDINGS] 04/12/2015
- 2015: Axwell Λ Ingrosso - Sun Is Shining (W&W Remix) 28/08/2015
- 2015: Dillon Francis & DJ Snake - Get Low (W&W Remix) [COLUMBIA RECORDS / SONY MUSIC]  02/06/2015
- 2015: Timmy Trumpet & Savage - Freaks (W&W Bigroom Edit) (FREE DOWNLOAD) 06/05/2015
- 2015: Zombie Nation - Kernkraft 400 (W&W Remix) 26/01/2015
- 2014: Mark Sixma - Shadow (W&W Edit) [MAINSTAGE MUSIC] 07/07/2014
- 2014: W&W & Blasterjaxx vs. Hardwell - Rocket vs. Spaceman (Hardwell & W&W Closing Edit) [REVEALED RECORDINGS] 24/06/2014
- 2014: Dimitri Vegas & Like Mike vs. Diplo & Fatboy Slim con Bonde Do Role + Pin - Eparrei (W&W Remix) 06/06/2014
- 2014: Duke Dumont & Jax Jones - I Got U (W&W Festival Mix) [BLASE BOYS CLUB] 06/05/2014
- 2014: Gareth Emery con Bo Bruce - U (W&W Remix) [GARUDA] 24/02/2014
- 2013: Armin van Buuren con Richard Bedford - Love Never Came (W&W vs. Armin van Buuren Remix) [ARMADA MUSIC] 15/11/2013
- 2013: Krewella – Live for the Night (W&W Remix) [COLUMBIA RECORDS] 04/11/2013
- 2013: Armin van Buuren feat. Trevor Guthrie – This Is What It Feels Like (W&W Remix) [ARMADA MUSIC] 05/04/2013
- 2013: Zedd feat. Foxes – Clarity (W&W Bootleg) [INTERSCOPE] Disponible un día en Soundcloud
- 2012: Camilo Santi & Krzysztof Chochlow – Prime (W&W Edit) [BLACK HOLE RECORDINGS] 21/09/2012
- 2012: Dash Berlin feat. Emma Hewitt – Waiting (W&W Remix) [AROPA / ARMADA MUSIC] 08/10/2012
- 2012: Cosmic Gate feat. J'Something – Over the Rainbow (W&W Remix) 04/06/2012
- 2011: J.O.C. – Botnik (W&W Remix) 31/12/2011
- 2011: Delerium feat. Sarah McLachlan – Silence (W&W vs. Jonas Stenberg Remix) 21/09/2011
- 2011: Allure feat. Christian Burns – On the Wire (W&W Remix) 12/09/2011
- 2011: Armin van Buuren feat. BT – These Silent Hearts (W&W Remix) 17/06/2011
- 2011: Marcel Woods – Champagne Dreams (W&W Remix) [HIGH CONTRAST RECORDINGS] 24/03/2011
- 2011: Sean Tyas – Banshee (W&W Remix) 18/03/2011
- 2010: Svenson & Gielen – Beauty of Silence (W&W vs. Jonas Stenberg Remix) 24/06/2010
- 2010: Leon Bolier & Galen Behr – Acapulco (W&W Remix) 17/05/2010
- 2010: Aly & Fila con Denise Rivera – My Mind Is With You (W&W Remix) [ARMADA MUSIC] 05/04/2010
- 2010: Scott Mac – Damager 02 (W&W Remix) 05/04/2010
- 2009: Orjan Nilsen – Arctic Globe (W&W Remix) 12/11/2009
- 2009: Little Boots – Remedy (W&W Remix) 27/08/2009
- 2009: Armin van Buuren con Cathy Burton – Rain (W&W Remix) 16/02/2009
- 2008: Sied van Riel – Riel People Know (W&W Remix) 31/10/2008
- 2008: M6 – Fade 2 Black (W&W Remix) 27/07/2008

NWYR
- 2017: Gareth Emery & Standerwick ft. HALIENE - Saving Light (NWYR Remix) [ MONSTERCAT ] 18/08/2017
- 2017: Ed Sheeran - Castle On The Hill (NWYR Remix) (FREE DOWNLOAD) 13/03/2017

## Ranking DJ Mag
| DJ  | 2010 | 2011 | 2012 | 2013 | 2014 | 2015 | 2016 | 2017 | 2018 | 2019 | 2020 | 2021 | 2022 | 2023 | 2024 |
| --- | ---- | ---- | ---- | ---- | ---- | ---- | ---- | ---- | ---- | ---- | ---- | ---- | ---- | ---- | ---- |
| W&W | 71.º | 36.º | 25.º | 14.º | 18.º | 14.º | 13.º | 14.º | 14.º | 18.º | 14.º | 14.º | 18.° | 16.° | 21.° |

## Top 101 Producers (1001 Tracklist)
| DJ  | 2016 | 2017 | 2018 | 2019 | 2022 |
| --- | ---- | ---- | ---- | ---- | ---- |
| W&W | 14.º | 19.º | 24.º | 22.º | 99.° |

## Sin Lanzamiento Oficial (W&W)
| Año  | Canción                  | Colaboración              | Sello discográfico            | Comentario |
| ---- | ------------------------ | ------------------------- | ----------------------------- | --- |
| 2021 | If I Lose Myself         | Ezra Hazard ft. Sonja     | Rave Culture                  | Tocado por W&W en Rave Culture live 002 del Club Mythic. |
| 2020 | Rave Is Life             | ft. ID                    | Rave Culture                  | |
| 2019 | ID                       | Timmy Trumpet             | Rave Culture                  | Confirmado por Timmy y Ward y tocada en el 2 = 1 de AMF 2019. |
| 2019 | ID                       | Bassjackers               | Rave Culture                  | Confirmada por Bassjackers en su IG. |
| 2019 | ID                       | KSHMR                     | Dharma Worldwide/Rave Culture | W&W dejó en evidente en un post de Instagram que habrá una colaboración con KSHMR. En una entrevista de Fun Radio previo a su set ahí, confirmaron que se viene pronto una colaboración con alguien del Line Up |
| 2018 | ID (Domination)          |                           | Rave Culture                  | Confirmado en las redes sociales de Rave Culture y por W&W en los comentarios. |
| 2018 | ID                       | Martin Garrix             | Rave Culture/STMPD RCRDS      | Publicaron en todas sus redes sociales dejando abierta la colaboración |
| 2018 | ID                       | Dimitri Vegas & Like Mike | Smash The House               | Confirmado en Instagram Stories de Like Mike |
| 2018 | ID (Don't Stop The Rave) | Steve Aoki                | Dim Mak                       | Confirmado por Steve Aoki en Instagram Stories y por Shermanology en Instagram Post. Tocada en casi el 80% de sus sets después de que la estrenaran en Tomorrowland 2018                                        |
| 2018 | ID                       | Yellow Claw               | Rave Culture/Barong Family    | Confirmado en el Instagram de Yellow Claw |
| 2016 | ID (Beautiful Life)      |                           | Rave Culture                  | Ultra Miami 2016 |
| 2015 | ID                       | Dyro                      | Rave Culture/WOLV             | Dyro confirmó que tiene un proyecto pendiente con W&W |
| 2015 | ID                       |                           | Rave Culture                  | Tomorrowland Brazil 2015, ADE Rave Culture 2019 por parte de Jaxx & Vega |

## Proyectos Olvidados/Cancelados (W&W)
| Año  | Canción               | Colaboración     | Sello discográfico          | Reproducida en                                    | Comentario |
| ---- | --------------------- | ---------------- | --------------------------- | ------------------------------------------------- | --- |
| 2016 | ID (Doomsday)         | The Chainsmokers | Rave Culture                | Tomorrowland Belgium 2016                         | Confirmada la colaboración en PyR en IG, pero no siguieron el proyecto y no esperan reunirse a terminar la colaboración                                      |
| 2016 | ID (Dare Me) [Rework] |                  | Rave Culture                | Tomorrowland Brazil 2016                          | Por no ser suya la idea, no continuaron el proyecto |
| 2016 | Amsterdam             | Dirtcaps         | Rave Culture                | Ultra Miami 2016                                  | [Cancelado por copyright de la canción Believer de Major Lazer y Showtek. Y otra razón es porqué Dirtcaps anunció su retiro]                                 |
| 2015 | ID (Are You Ready)    | Ookay            | Rave Culture                | Tomorrowland Brazil 2015                          | Confirmada la colaboración en el Snapchat de Ookay después de TML Belgium 2015, por razones desconocidas no se reunieron de nuevo para continuar el proyecto |
| 2015 | Forever In Love       |                  | Rave Culture                | Tomorrowland Belgium 2015                         | [Cancelado porque no se terminó el proyecto] |
| 2015 | Popcorn               | Firebeatz        | Rave Culture/Ignite Records | Tomorrowland Belgium 2015                         | [Cancelado por derechos de autor] |
| 2015 | Love High High        |                  | Rave Culture                | Tomorrowland 2015                                 | [Cancelado por problemas con la vocal] |
| 2015 | ID (Lets Dream)       |                  | Rave Culture                | Tomorrowland Brazil 2015                          | Como muchos de sus ID's son demos de prueba, este fue uno de ellos que no tuvo el impacto que esperaban en sus fanes y en el público                         |
| 2015 | ID                    | Thomas Newson    | Rave Culture                | Ultra Buenos Aires 2015                           | No se volvieron a reunir y no continuaron por separado el proyecto                                                                                           |
| 2014 | Storm                 |                  | Rave Culture                | Tomorrowland 2014                                 | [Nunca continuaron el proyecto y lo cancelaron] |
| 2014 | Collapse              |                  | Rave Culture                | A State Of Trance 650 New Horizons                | [Nunca continuaron el proyecto y lo cancelaron] |
| 2014 | Felix Felicis         |                  | Rave Culture                | SLAM Mix y en todas sus presentaciones de ese año | [Se desconoce la razón de la cancelación del proyecto, a pesar de tener impacto]                                                                             |
| 2013 | ID                    | Andrew Rayel     | Rave Culture                | BBC Special Mix                                   | [Se volvió obsoleto el proyecto y también porqué con el nuevo alias NWYR volvieron a colaborar de nuevo]                                                     |
| 2013 | Frenzy                |                  | Rave Culture                | AMF 2013                                          | [Cancelada porque no terminaron el proyecto y se volvió obsoleto, aunque hay posibilidades que salga con el alias de Magnomite]                              |
| 2013 | ID (Hunter)           | Borgore          | Rave Culture                | EDC Las Vegas 2013                                | Otra colaboración olvidada, que jamás continuarán el proyecto                                                                                                |
| 2012 | ID                    |                  | Rave Culture                | Ultra Spin Guvernment                             | [Fue solo un ID de prueba] |

## Remixes Cancelados o No Lanzados Por Derechos De Autor
W&W
- 2020: SAINt JHN - Roses (W&W x Jaxx & Vega Edit)
- 2019: ERA - Ameno (W&W Remix)
- 2018: Cascada - Everytime We Touch (W&W Remix)
- 2018: Eminem - The Real Slim Shady (W&W Festival Mix)
- 2018: Scooter - The Logical Song (W&W Remix)
- 2018: The Chainsmokers & Coldplay - Something Just Like This (W&W Bootleg)
- 2018: Avicii - Levels (W&W Bootleg)
- 2017: NF - Let You Down (W&W Festival Mix)
- 2017: Van Halen - Ain't Talkin Bout Love (W&W Bootleg)
- 2017: Boef - Habiba (Prod. by MB) (W&W Remix)
- 2016: Martin Garrix & Bebe Rexha - In The Name Of Love (W&W Remix) [SONY MUSIC / STMPD RCRDS]
- 2016: DJ Snake & Yellow Claw - Ocho Cinco (W&W Remix) (FREE DOWNLOAD)
- 2016: Coldplay feat. Beyoncé - Hymm For The Weekend (W&W Remix)
- 2016: DJ Snake - Propaganda (W&W Remix) (FREE DOWNLOAD)
- 2015: Justin Bieber - Sorry (W&W Festival Mix) [DEF JAM RECORDINGS]
- 2015: Jordan & Baker - Explode (W&W Remix) (FREE DOWNLOAD)
- 2015: Dr. Dre featuring. Snoop Dogg - Still D.R.E. (W&W Festival Mix) [AFTERMATH (INTERSCOPE)]
- 2015: Jack Ü feat. Justin Bieber - Where Are Ü Now (W&W vs. Dimitri Vegas & Like Mike Remix)
- 2015: Zedd ft. Selena Gomez - I Want You To Know (W&W Bootleg) [INTERSCOPE]
- 2015: Ariana Grande - One Last Time (W&W Bootleg) [REPUBLIC RECORDS]
- 2015: Ten Walls - Walking With Elephants(W&W vs. Dimitri Vegas & Like Mike Remix)
- 2015: Kygo feat. Parson James - Stole The Show (W&W Bootleg) [COLUMBIA RECORDS / SONY MUSIC]
- 2015: Alesso - In My Blood (W&W Edit) [REFUNE]
- 2014: Deadmau5 - Strobe (W&W Edit) [ULTRA MUSIC]
- 2014: Passenger - Let Her Go (W&W Edit) [WARNER BROS]
- 2013: Tony Romera - Hey Bean (W&W Edit) [HUSSLE]
- 2012: Tiësto - Adagio for Strings (W&W Rework) [MAGIK MUZIK / BLACK HOLE RECORDINGS]
- 2012: Ferry Corsten - Feel It (W&W Rework) [FLASHOVER]
- 2011: Rank 1 feat. Shanokee – Such Is Life (W&W Rework)

NWYR
- 2019: Tiësto - Lethal Industry (NWYR Remix)
- 2019: Rank 1 - L.E.D. There Be Light (NWYR Remix)
- 2019: Billie Eilish - when the party's over (NWYR Remix)
- 2019: Alan Silvestri - The Avengers (NWYR Bootleg).
- 2018: Thomas Schumacher - Stella (NWYR Edit).
- 2018: Above & Beyond Ft.Richard Bedford - Northern Soul (NWYR Remix).
- 2017: Yoji Biomehanika - Hardstyle Disco (NWYR Remix).
- 2017: Safri Duo - Played A Live (NWYR & Willem De Roo Bootleg).
- 2017: Cosmic Gate & Arnaj - No Strings Attached (NWYR Edit).
- 2017: Jeselyn - The Contact (NWYR Remix).
- 2017: Calvin Harris - Flashback (NWYR Remix)

## Sin Lanzamiento Oficial (NWYR)
| Año  | Canción           | Colaboración | Sello discográfico                      | Comentario |
| ---- | ----------------- | ------------ | --------------------------------------- | --- |
| 2019 | ID (Donnie Darko) |              | NWYR Music/FREE DOWNLOAD (Rave Culture) | Promo de la DJ MAG 2019 de NWYR y Track #17 en ASOT Stage (TML Belgium 19), posible colaboración con Avao, los leads se parecen a los de Avao. |
| 2019 | ID                |              | NWYR Music/FREE DOWNLOAD (Rave Culture) | Nueva Intro en ASOT Stage (TML Belgium 19). |
| 2020 | ID                |              | NWYR Music/FREE DOWNLOAD (Rave Culture) | Tocada por primera vez en Transmission Festival Sydney 2020 Track #13.                                                                         |
| 2020 | ID                |              | NWYR Music/FREE DOWNLOAD (Rave Culture) | Promocional de su presentación virtual en la edición de Tomorrowland 2020.                                                                     |

Remixes
- 2020: RÜFÜS DU SOL - Underwater (NWYR Bootleg)

## Proyectos Olvidados/Cancelados (NWYR)
| Año  | Canción                           | Colaboración      | Sello discográfico                      | Comentario |
| ---- | --------------------------------- | ----------------- | --------------------------------------- | --- |
| 2017 | ID                                |                   | NWYR Music/FREE DOWNLOAD (Rave Culture) | Intro en todas las presentaciones de NWYR hasta su presentación en Transmisión Festival 2020 (a excepción de ASOT 900 Tomorrowland 2019). Ward mencionó que solo tiene un Intro Edit, pero no tienen pensado hacer una versión que no sea Intro                                                           |
| 2017 | ID (Intro, Break, Build Up, Drop) |                   | NWYR Music/FREE DOWNLOAD (Rave Culture) | Track #13 Mainstage Tocado por primera vez en el Live Set de W&W en Tomorrowland 2016. Track #4 ASOT Stage (UMF Miami 17). |
| 2017 | ID (Dracula)                      |                   | NWYR Music/FREE DOWNLOAD (Rave Culture) | Track #7 ASOT Stage (UMF Miami 17) y Track #19 Haoman 17 Tel Aviv, Israel. |
| 2017 | ID (Overcharge)                   | Hardwell          | Revealed Recordings                     | Solo ha sido tocada por Hardwell pero esto no quiere decir que no sea de NWYR. Es más probable que sea solo sea de NWYR. Lo mismo paso con Voltage, muchos pensaban que sería una colaboración porque aparte de Hardwell, Armin van Buuren la había tocado mucho antes que W&W (NWYR).                    |
| 2017 | ID (Heaven)                       |                   | NWYR Music/FREE DOWNLOAD (Rave Culture) | Track #18 ASOT Stage (TML Belgium 17). |
| 2017 | Venom                             |                   | NWYR Music/FREE DOWNLOAD (Rave Culture) | Track #5 ASOT Stage (UMF Miami 17), Track #6 en ASOT Stage (TML Belgium 17), Track #8 ASOT 850 Utrecht, Track #8 ASOT 850 Sydney,Australia y Track #5 ASOT Radio 877. Nombre confirmado en ASOT 877. No es del agrado de muchos este ID                                                                   |
| 2017 | ID (Leviathan)                    |                   | NWYR Music/FREE DOWNLOAD (Rave Culture) | Track #11 ASOT Stage (UMF Miami 17), Track #10 ASOT Stage (TML Belgium 17), Track #10 ASOT 850 Sydney, Australia y Track #1 en ASOT Radio 877. |
| 2017 | ID (Freedom)                      |                   | NWYR Music/FREE DOWNLOAD (Rave Culture) | Track #14 ASOT Stage (UMF Miami 17), Track #12 ASOT Stage (TML Belgium 17), Track #13 ASOT 850 Utrecht, Track #13 ASOT Sydney, Australia, Track #17 en ASOT Radio 877 y Track #12 en ASOT Stage (TML Belgium 19). Cancelado                                                                               |
| 2017 | ID                                |                   | NWYR Music/FREE DOWNLOAD (Rave Culture) | Tocada en EDC Las Vegas 2017, Track #4 ASOT Stage (TML Belgium 17) y Trac k #3 ASOT Radio 877 (Este ID es conocido por ser confundido del remix de la canción de DJ Jose vs. G-Spott Wrong = Right y por la de C'hantal - The Realm pero solo era un mashup)                                              |
| 2018 | ID (Red)                          |                   | NWYR Music/FREE DOWNLOAD (Rave Culture) | NWYR subió un video promocional para ASOT 850 Utrecht en donde se mostraban 3 melodías. En cada melodía se mostraba el estudio con un color diferente, esta fue la tercera melodía en donde el estudio se mostraba de color rojo. La canción no fue terminada por lo cual no la pudieron tocar. Cancelado |
| 2018 | ID (Switch That)                  |                   | NWYR Music/FREE DOWNLOAD (Rave Culture) | Track #14 en Mainstage (TML Belgium 18). |
| 2018 | ID (Tonight)                      |                   | NWYR Music/FREE DOWNLOAD (Rave Culture) | Track #10 ASOT 850 Utrecht. |
| 2018 | ID (Down)                         |                   | NWYR Music/FREE DOWNLOAD (Rave Culture) | Track #6 ASOT 850 Utrecht y Track #2 ASOT Radio 877. |
| 2018 | ID                                |                   | NWYR Music/FREE DOWNLOAD (Rave Culture) | Tocada por primera vez en ASOT Radio 877 Track #18. |
| 2018 | Annihilation                      |                   | NWYR Music/FREE DOWNLOAD (Rave Culture) | Presentada en la promo del Tour "The Year Of The Dragon", Track #7 en ASOT Radio 877 y en Rave Culture Radio 001. Nombre confirmado en el tracklist de su página web de la respectiva emisión donde fue tocada.                                                                                           |
| 2018 | ID                                |                   | NWYR Music/FREE DOWNLOAD (Rave Culture) | Confirmado por W&W en todas sus redes sociales al postear un video promocional por su primera presentación del Tour. |
| 2018 | ID (One More)                     | ft. Roxanne Emery | NWYR Music/FREE DOWNLOAD (Rave Culture) | Track #20 en ASOT 900 Oakland, California y Track 21 en ASOT Stage (TML Belgium 19). Cancelado Confirmado en el subreddit creado por W&W. |